# José Antonio Espín
José Antonio Espín Puerta (Murcia,cehegin Región de Murcia, España, 9 de febrero de 1985) es un futbolista español. Se desempeña como defensa central en las filas del Real Jaén C. F. de la Segunda División RFEF.

## Trayectoria
Empezó en las categorías inferiores del Real Valladolid, luego fichó por el Pinatar CF, y posteriormente por el Orihuela CF al año siguiente recaló en las filas del filial del Ciudad de Murcia jugando algunos partidos con el primer equipo. 
En la temporada 2007/08 ficha por el Real Jaén, renovando su contrato en el verano de 2009 hasta el año 2011. 
En el mercado de invierno de 2011 la Sociedad Deportiva Eibar se hace con sus servicios y consigue ser titular con el paso de las jornadas asentando la defensa del club armero con el que consigue terminar en el primer puesto del grupo II de la Segunda División B. Desafortunadamente el club no llega a ascender esa temporada a Segunda División tras perder en las semifinales del playoff por el valor doble de los goles.
Tras su paso por Grecia, regresó a España de la mano del Club Deportivo Mirandés de Segunda División y posteriormente pasó a las filas del Huracán Valencia, club que durante la temporada atravesó graves problemas económicos.
En enero de 2016 ficha por el Club de Fútbol Villanovense, club en el que permaneció durante 3 temporadas y media firmado notables actuaciones siendo nombre importante en los éxitos del club y un habitual de la zaga verdiblanca.
En verano de 2019, tras el descenso del Villano a Tercera División, recala en el Club Deportivo Ebro de la mano de Pepe Cuevas, quien ya lo fichó para el club extremeño.
El 27 de julio de 2021, firma por el Club de Fútbol Villanovense de la Segunda División RFEF.

## Clubes
| Club                   | País   | Año        |
| ---------------------- | ------ | ---------- |
| Pinatar C. F.          | España | 2003-2004  |
| Orihuela C. F.         | España | 2004-2005  |
| C. F. Ciudad de Murcia | España | 2005-2007  |
| Real Jaén C. F.        | España | 2007- 2011 |
| S. D. Eibar            | España | 2011-2012  |
| C. D. Guadalajara      | España | 2012-2014  |
| AE Larissas            | Grecia | 2014       |
| C. D. Mirandés         | España | 2015       |
| Huracán Valencia C. F. | España | 2015-2016  |
| C. F. Villanovense     | España | 2016-2019  |
| C. D. Ebro             | España | 2019-2021  |
| C. F. Villanovense     | España | 2021- 2022 |
| Real Jaén C. F.        | España | 2022-      |

## Palmarés

### Torneos nacionales
| Título          | Club            | País   | Año  |
| --------------- | --------------- | ------ | ---- |
| Copa Federación | Real Jaén C. F. | España | 2009 |